# Udychyn
L'Udychyn (in russo Удыхын?) è un fiume dell'Estremo Oriente russo, affluente di sinistra dell'Uda. Scorre nel Tuguro-Čumikanskij rajon del Territorio di Chabarovsk.
La sorgente del fiume si trova all'incrocio tra i monti Džugdyr e la catena dei Majskij. La lunghezza dell'Udychyn è di 148 km, l'area del suo bacino è di 3 710 km². Sfocia nell'Uda a 212 km dalla foce. I suoi principali affluenti sono: Udikan, Ėl'ga, Kukur (tutti da destra).